# Tryssglobulus aspergilloides
Tryssglobulus aspergilloides är en svampart som beskrevs av B. Sutton & Pascoe 1987. Tryssglobulus aspergilloides ingår i släktet Tryssglobulus, divisionen sporsäcksvampar och riket svampar.   Inga underarter finns listade i Catalogue of Life.